# Baillet-en-France
Baillet-en-France är en kommun i departementet Val-d'Oise i regionen Île-de-France i norra Frankrike. Kommunen ligger i kantonen Viarmes som tillhör arrondissementet Sarcelles. År 2022 hade Baillet-en-France 1 947 invånare.

## Befolkningsutveckling
Antalet invånare i kommunen Baillet-en-France
| Referens: INSEE |